# Nadschran
Koordinaten: 17° 30′ N, 44° 8′ O
Nadschran (auch Najran, Nejran oder Nagran; arabisch نجران Nadschrān, DMG Naǧrān aus altsüdarabisch ngrn; früher Abā as-Saʿūd / أبا السعود) ist eine Stadt im südwestlichen Saudi-Arabien nahe der jemenitischen Grenze. Sie ist Hauptstadt der Provinz Nadschran.

## Geografie und Bevölkerung
Nadschran liegt in einem Wadi, welches vom Westen her kommend nahe Nadschran in die Wüste mündet. Nadschran gehört zu den am schnellsten wachsenden Städten Saudi-Arabiens: Seine Bevölkerung stieg von 47.500 (1974) und 90.983 (1992) auf 246.880 (2004). Bei der Volkszählung von 2022 wurden 381.431 Einwohner gezählt, davon knapp 36 % mit ausländischer Staatsangehörigkeit.

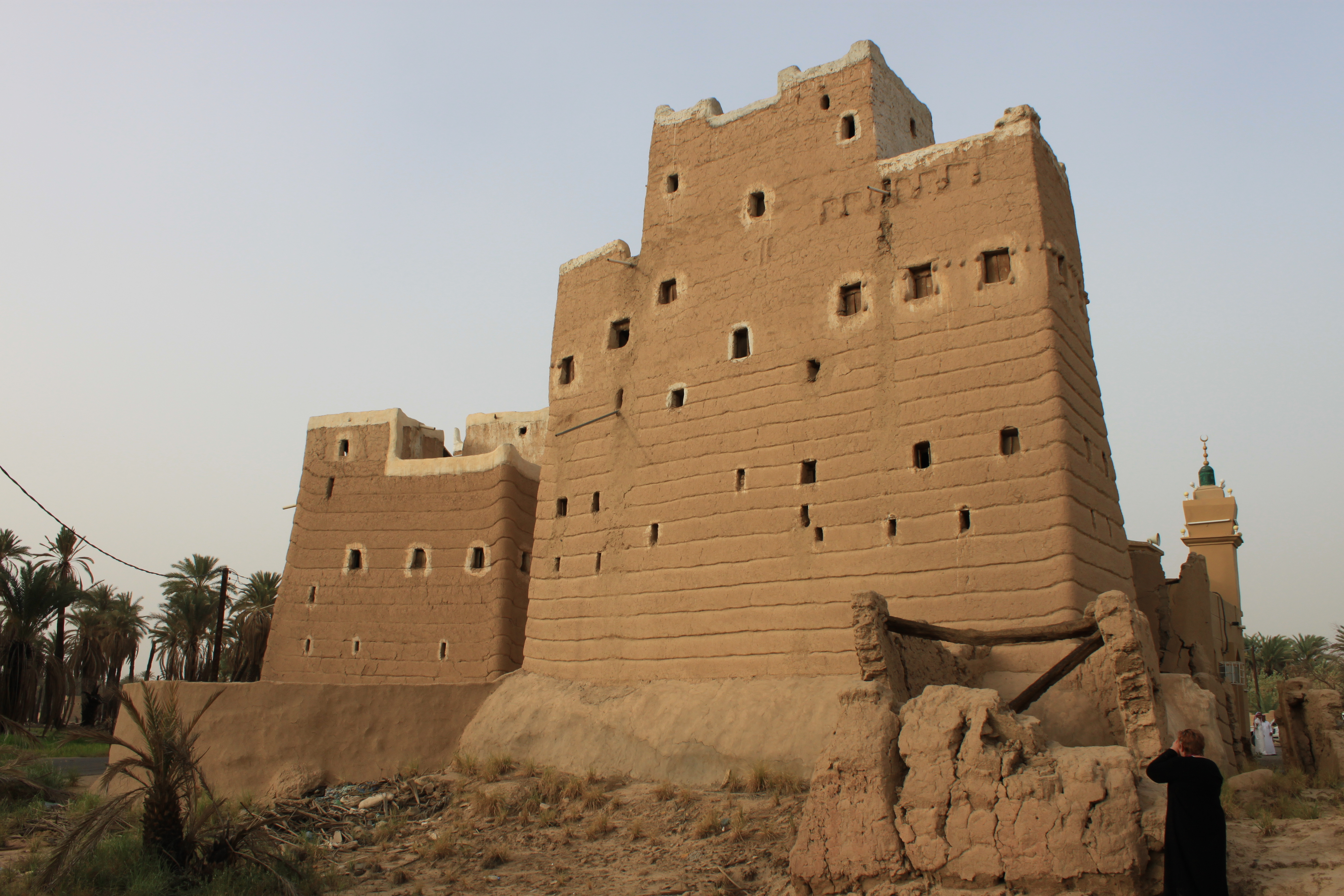
Typische traditionelle Wohnburg der Oase Nadschran, errichtet aus gestampftem Lehm und Stroh

## Geschichte

### Vorislamische Zeit
Steinzeitliche Spuren finden sich im 200 km nördlich gelegenen Kulturraum von Ḥimā.
In der Antike bezog sich der Name „Nadschran“ auf die gesamte Oase, die Stadt (heute die Ruinenstätte al-Uchdud) selbst hieß höchstwahrscheinlich Ragmat. Die Oase Nadschran befand sich im Siedlungsgebiet der Muh'amir und am Beginn der Weihrauchstraße, weshalb ihr Besitz von großer strategischer Bedeutung war. Bereits um 685 v. Chr. eroberte der sabäische Mukarrib Karib’il Watar I. die Oase Nadschran, ebenso zerstörte sein Nachfolger Yithi'amar Bayin um 510 v. Chr. Ragmat. In der Folgezeit scheint Nadschran unter minäische, dann unter sabäische Herrschaft gefallen zu sein. Der römische Feldherr Aelius Gallus besiegte 25 v. Chr. die Nadschraniten in einer größeren Schlacht, nach Strabo war es damals die nördliche Grenzstadt Sabas. In der Mitte des 3. Jahrhunderts n. Chr. verbündeten sich die Nadschraniten mit den Abessiniern, die ihnen den Statthalter SBQLM schickten, der sabäo-himyarische König Ilscharah Yahdib schlug diesen Aufstand aber nieder.
328 n. Chr. wurde Nadschran das Ziel eines Feldzuges des nordarabischen Königs Imru' al-Qais ibn ʿAmr. Unter abessinischem Einfluss entwickelte sich in Nadschran eine große Christengemeinde, die sich zu Beginn des 6. Jahrhunderts erneut mit den Aksumiten verbündete. Der sich zum Judentum bekennende König Yusuf Asʾar Yathʾar eroberte Nadschran  und richtete (wohl 523) ein Massaker unter den Christen an, die fortan als Märtyrer von Nadschran bekannt waren. Sure 85 des Korans enthält nach einigen Interpreten eine Andeutung auf dieses Massaker mit bis zu 20.000 Toten.

### Islamisierung

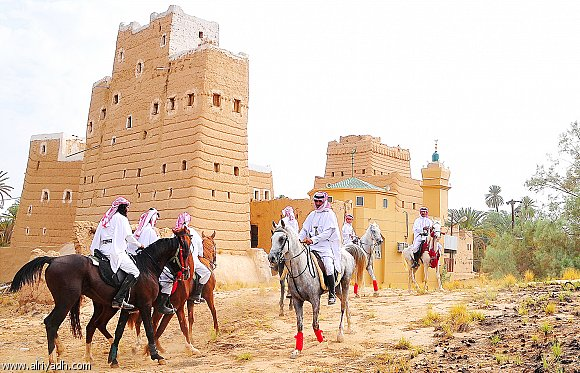
Reiter des arabischen Stammes Banu Yam in Nadschran

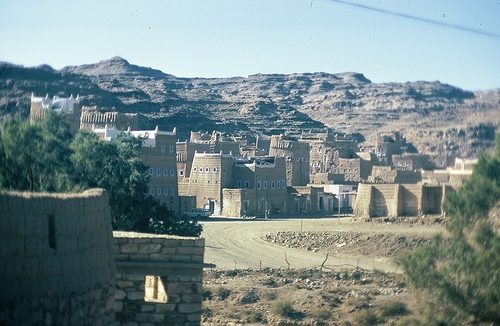
Nadschran um 1970

Um 630 reiste eine Delegation von Geistlichen von Nadschrān nach Medina. Sie brachten zum Ausdruck, dass sie sich zwar der politischen Macht des Propheten fügen, aber nicht zum Islam übertreten wollten, weil sie sich selbst im Besitz der wahren Religion sahen. In diesen historischen Zusammenhang wird von der islamischen Tradition die koranische Aussage gestellt, dass Jesus vor Gott Adam gleiche und wie er allein durch das Schöpferwort kun („Sei!“) erschaffen worden sei (Sure 3:59). Mohammed soll dieses Koranwort den christlichen Geistlichen aus Nadschran entgegengehalten haben, als es zu einem Streit über die von den Christen behauptete Gottessohnschaft Jesu‘ kam. Anschließend, so berichten die arabischen Quellen, forderte er die Geistlichen zur Herbeiführung eines Gottesurteils über die Wahrheit der beiden religiösen Positionen durch gegenseitige Verfluchung auf (vgl. Sure 3:61), was diese jedoch ablehnten. Schließlich einigte man sich darauf, dass die Leute von Nadschran dem Propheten einen jährlichen Tribut von 2000 Kleidungsstücken entrichten sollten, wofür umgekehrt der Prophet ihnen den Schutz für Leben und Religion zusicherte. Der Vertrag darüber, der in den Siyar von asch-Schaibānī und verschiedenen Werken überliefert ist, wurde unter den Kalifen Abū Bakr und Umar ibn al-Chattab erneuert.
Im Jahre 641 wurden aber die Christen von Nadschran mit dem Vorwurf konfrontiert, sie hätten Zinswucher betrieben, und aufgefordert, die Stadt zu verlassen. Viele von ihnen wanderten in den Irak aus, wo sie sich in der Nähe von Kufa in einem Ort niederließen, den sie Nadschānīya nannten. In der folgenden Zeit verlor Nadschran an Bedeutung. Nach dem Bericht des Ibn al-Mudschawir bildeten allerdings Juden und Christen noch im 13. Jahrhundert zwei Drittel der Bevölkerung von Nadschran.

### Nach der saudischen Annexion
Saudi-Arabien annektierte Nadschran, das zuvor zum Jemen gehört hatte, im Jahre 1934. Die Mehrheit der Einwohner von Nadschran sind Ismailiten, die sich bis heute mit dem „Märtyrer von Nadschran“ identifizieren. In der Vergangenheit gab es häufiger Spannungen mit der saudischen Regierung, da sich die Ismailiten diskriminiert fühlen.

## Persönlichkeiten
- Youssef Masrahi (* 1989), Sprinter
- Mohammed al-Rubaie (* 1997), Fußballspieler